# Personenaufzug Bad Schandau

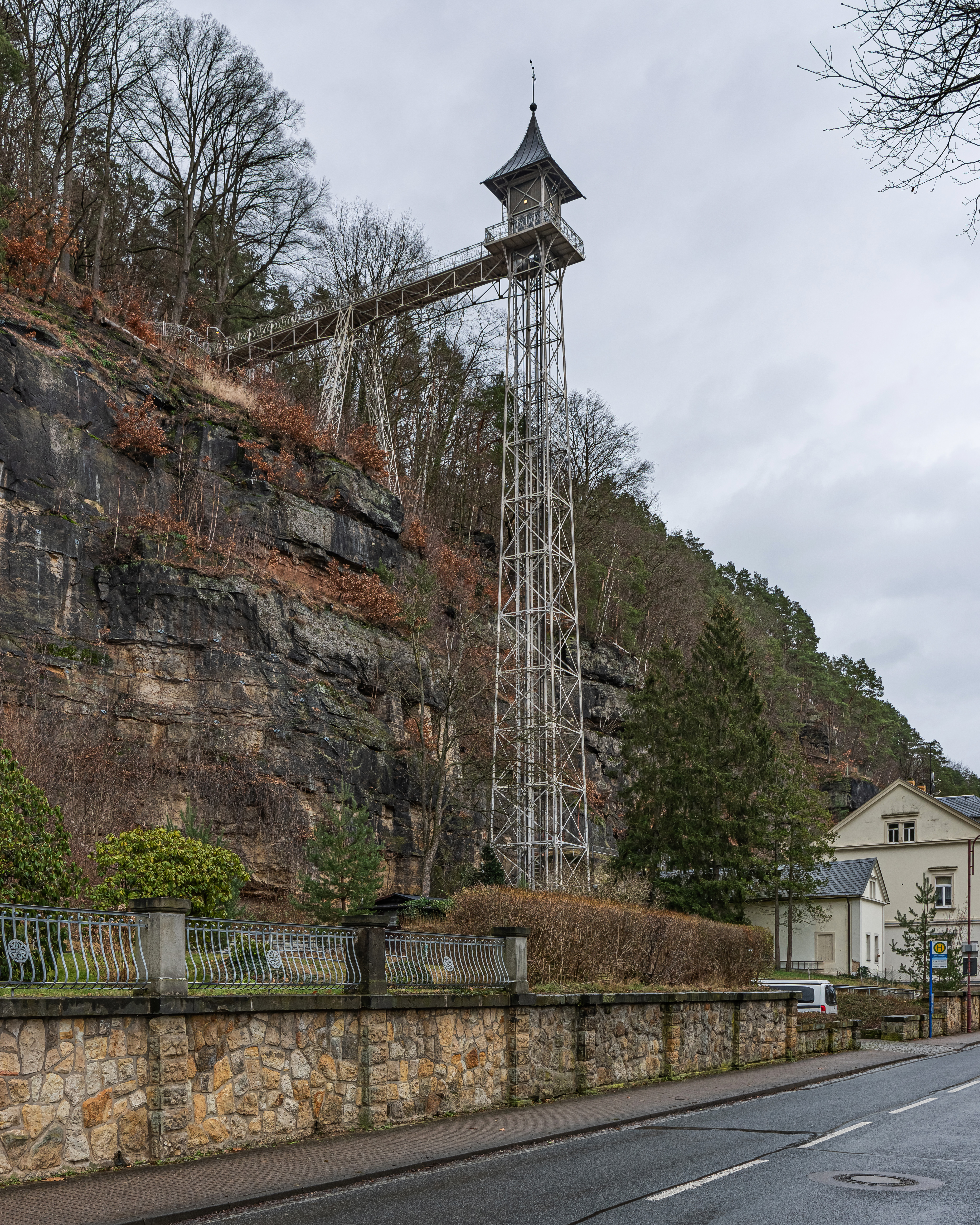
Blick auf den Aufzug von der Seite

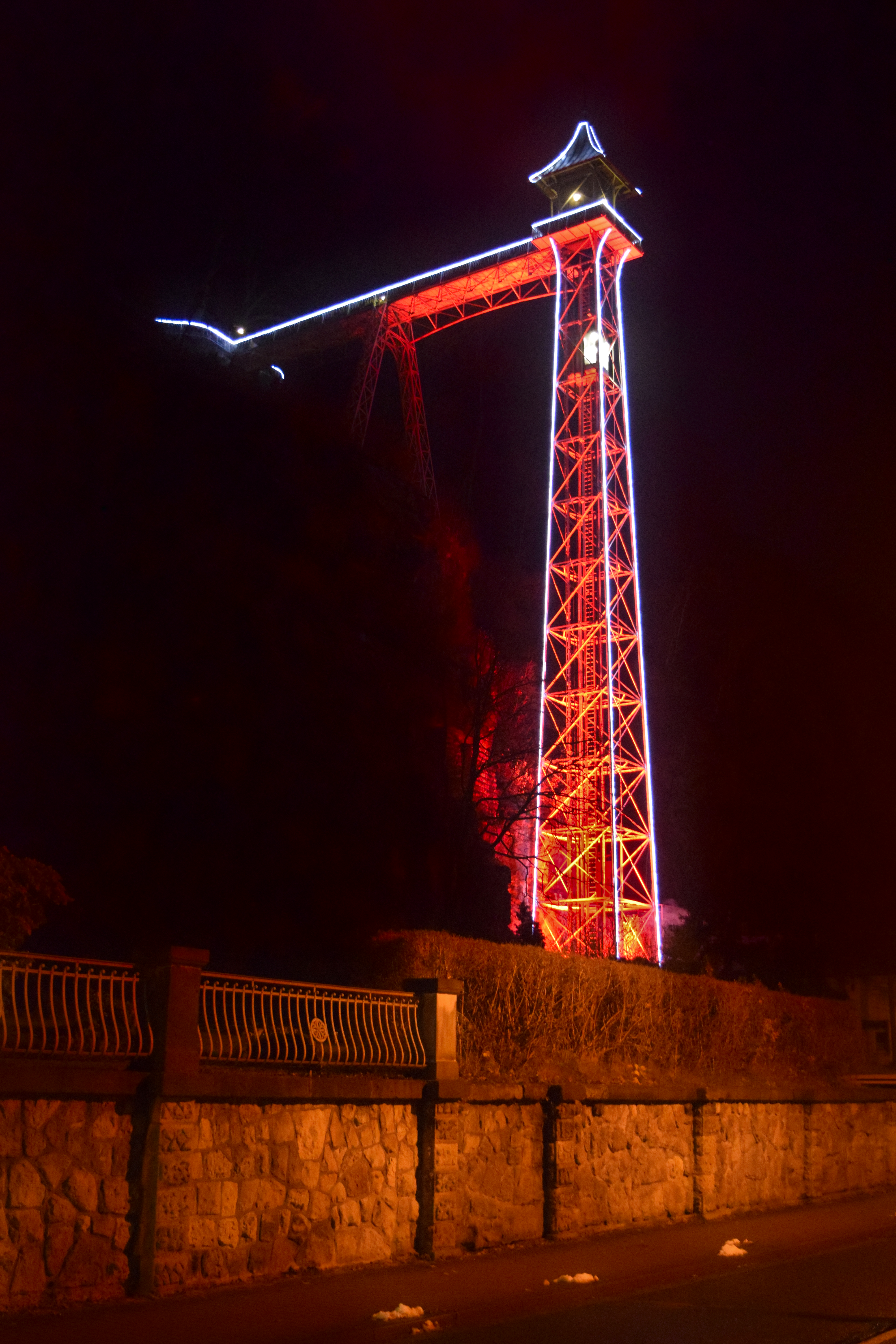
Sendigs Personenaufzug bei Nacht (Nachtbeleuchtung mit roten und weißen LED-Lichtschläuchen)

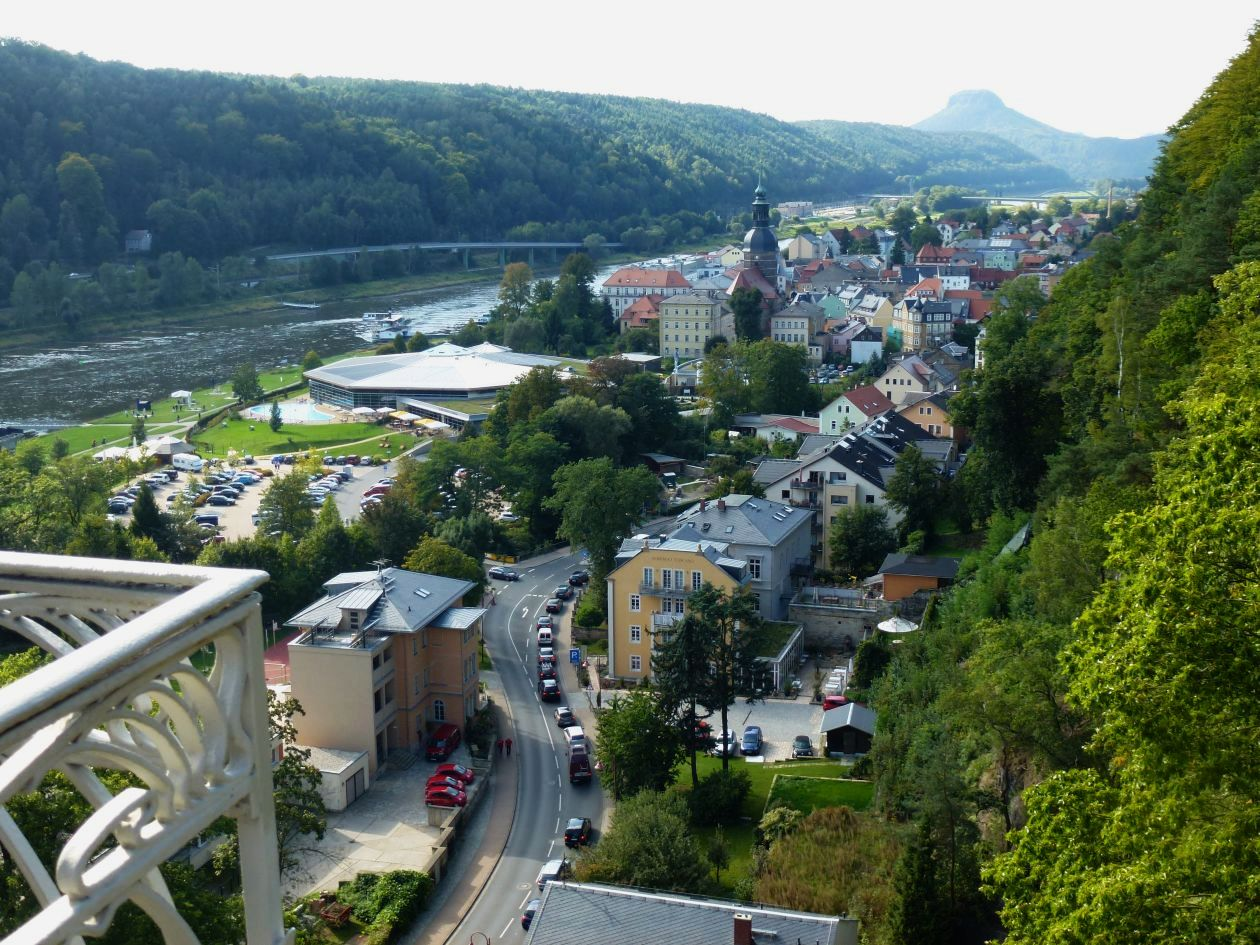
Bad Schandau und der Lilienstein vom Aufzug aus gesehen

Der Personenaufzug Bad Schandau ist ein 1904 in Bad Schandau errichteter Personenaufzug, der von Bad Schandau auf die Ostrauer Scheibe, eine Ebenheit um den Ortsteil Ostrau, führt. Die Nutzung ist entgeltpflichtig. Der Personenaufzug ähnelt sehr dem 1903 bis 1905 erbauten Hammetschwand-Lift in der Schweiz, hat aber eine geringere Bauhöhe.

## Technik und Geschichte
Der örtliche Hotelier Rudolf Sendig regte den Bau an und finanzierte ihn aus seinem persönlichen Vermögen. Der Aufzug wurde durch das Unternehmen August Kühnscherf & Söhne hergestellt und am Karsamstag 1905 eingeweiht. Er fährt in einem 52,26 Meter hohen, im Jugendstil gestalteten und von der Kelle & Hildebrandt GmbH in Großluga gebauten Stahlfachwerkturm, der am Boden einen Durchmesser von 5,20 Metern und in der Höhe des Ausstiegs einen solchen von 2,50 Metern hat. Dabei überwindet er einen Höhenunterschied von 47,76 Metern. Am oberen Ausstieg befindet sich eine 1,25 Meter breite Aussichtsplattform. Diese ist durch eine 27,80 Meter lange Brücke mit der Spitze der Felswand verbunden.
Der Aufzug wurde seit Beginn von einem Elektromotor angetrieben, bis 1921 mit Gleichstrom. Dieser wurde während der Sommermonate der Fahrleitung der elektrischen Kirnitzschtalbahn entnommen, im Winter und im Notfall erfolgte die Versorgung durch einen Akkumulator, der aus dem Ortsnetz gespeist wurde.
Während des Ersten Weltkriegs war der Betrieb der Anlage eingestellt. 1921 wurde der Antrieb des Personenaufzugs auf Drehstrom umgestellt, für den Notbetrieb blieb eine Handkurbel. 1950 wurde eine Treibscheibenfördermaschine eingebaut. Im Jahr 1954 wurde die Anlage unter Denkmalschutz gestellt. 1961 wurden zwei zusätzliche Abspannseile und 1978 eine neue Steuerung angebracht. In den Jahren 1989/1990 wurde die Anlage renoviert.

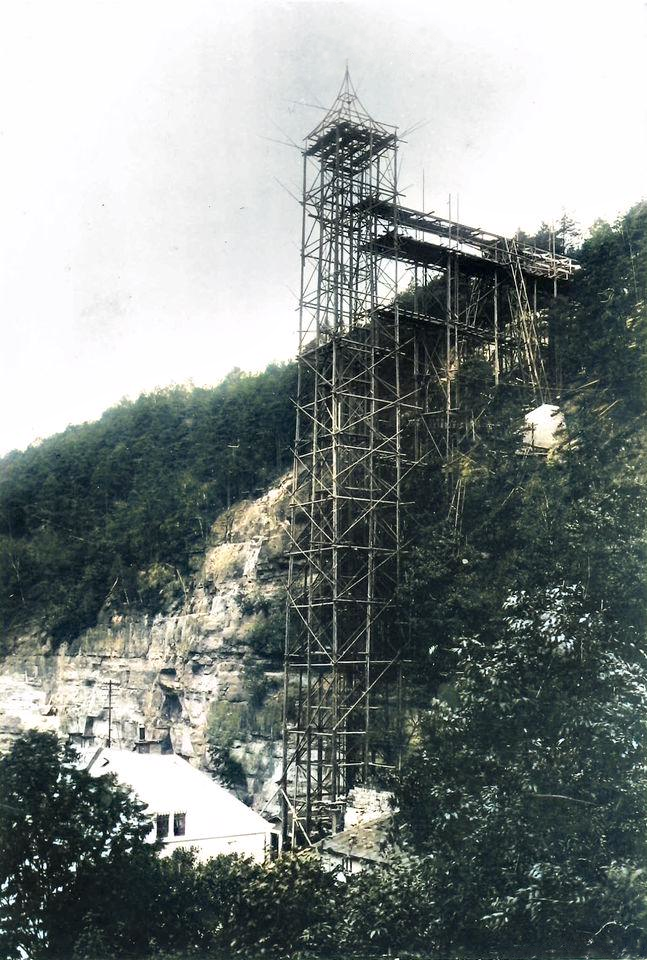
Aufzugsbau um 1903, eingerüstet, koloriert

## Der Aufzug im Film
Der Personenaufzug war Schauplatz einiger Szenen in Wes Andersons 2013 gedrehtem Film Grand Budapest Hotel.